# Dichanthium tenue
Dichanthium tenue là một loài thực vật có hoa trong họ Hòa thảo. Loài này được (R.Br.) A.Camus mô tả khoa học đầu tiên năm 1921.